# Listă de scriitori galicieni
Aceasta este o listă de scriitori galicieni.

## După gen

### Lexicografi
- Isaac Alonso Estraviz

### Dramaturgi
- Ricardo Flores Peres
- Jenaro Marinhas del Valle
- R.Vidal Bolaño

### Prozatori
- Ramón Cabanillas
- Alvaro Cunqueiro
- Ernesto Guerra da Cal
- João Guisan Seixas
- Xosé Neira Vilas
- Xoán Manuel Pintos
- Carlos Quiroga
- Ramón Otero Pedraio
- Xosé Ramón Pena
- Claudio Rodríguez Fer

### Istorici
- Benito Vicetto
- Manuel Murguia
- Anselmo López Carreira
- Francisco Carballo Carballo

### Critici și eseiști
- Celso Álvarez Cáccamo
- Castelao
- Ricardo Carvalho Calero
- António Gil Hernández
- Claudio Rodríguez Fer
- Antão Vilar Ponte

### Umoriști
- Xaquin Marin
- Xosé Lois González (O Carrabouxo)

### Jurnaliști
- Roberto Blanco Torres

### Poeți
- Ramón Cabanillas
- Rosalía de Castro
- João de Cangas
- Martim Codax
- Paio Gomes Charinho
- Curros Enríquez
- Mário Herrero
- Meendinho
- Albino Núñez Domínguez
- Eduardo Pondal
- Claudio Rodríguez Fer
- Ernesto Guerra da Cal
- Concha Rousia

## După epocă

### Evul Mediu
- Afonso X  (1221 – 1284)
- Airas Nunes (1230/1239 – 1289)
- Martim Codax (secolul al XIII-lea – secolul al XIV-lea)
- Meendinho (secolul al XIII-lea – secolul al XIV-lea)
- João de Cangas
- Paio Gomes Charinho

### Secolul al XVIII-lea
- Padre Feijoo
- Martin Sarmiento

### Secolul al XIX-lea
- Francisco Añón (1812 – 1878)
- Manuel Murguía (1833 – 1923)
- Eduardo Pondal (1835 – 1917)
- Rosalía de Castro (1837 – 1885)
- Manuel Curros Enríquez (1851 – 1908)
- Ramón Cabanillas (1876 – 1959)
- Antón Vilar Ponte (1881 – 1936)
- Castelao (1886 – 1950)
- Ramón Otero Pedraio (1888 – 1976)
- Xoán Manuel Pintos
- Benito Vicetto

### Secolul al XX-lea
- João Vicente Biqueira (1886 – 1924)
- Ricardo Flores Peres (1903 - 2002)
- Jenaro Marinhas del Valle (1908 - 1999)
- Ricardo Carvalho Calero (1910 – 1990)
- Álvaro Cunqueiro (1911 – 1981)
- Ernesto Guerra da Cal (1911 – 1977)
- Celso Emilio Ferreiro (1912 – 1979)
- Xosé Luís Méndez Ferrín (1938)
- Antón Cortizas (1954-)
- Mª Xosé Queizán (1939)
- António Gil Hernández (1941)
- Agustín Fernández Paz (1947)
- Miguel Anxo Fernández (1955)
- Chus Pato (1955)
- Suso de Toro (1956)
- Claudio Rodríguez Fer (1956)
- João Guisan Seixas (1957)
- Manuel Rivas (1957)
- Miguelanxo Prado (1958)
- Celso Álvarez Cáccamo (1958)
- Carlos Quiroga (1961)
- Fran Alonso (1963)
- Eduardo Estévez (1969)
- Mário Herrero (1968)
- Olga Novo (1975)
- Mª do Cebreiro (1976)
- Xohana Torres
- Daniel Salgado
- Antón Lopo
- Teresa Moure
- Ana Romani (1962)
- Yolanda Castaño (1977)
- Olalla Cociña (1979)
- María Lado (1979)
- Mario Regueira (1979)